# Klek (planina u BiH)
Klek je niska planina u Bosni i Hercegovini.
Nalazi se u srednjoj Bosni, kod Zavidovića. Planina je visoka 777 metara nadmorske visine. U podnožju Kleka teče rijeka Krivaja.

## Vanjske poveznice
- Klek Planina[neaktivna poveznica], visomap.com